# Phidippus arizonensis
Phidippus arizonensis là một loài nhện trong họ Salticidae.
Loài này thuộc chi Phidippus. Phidippus arizonensis được Elizabeth Maria Gifford Peckham & George William Peckham miêu tả năm 1883.